# Hartmann Grasser
Hartmann Grasser (23. srpna 1914, Štýrský Hradec, Rakousko-Uhersko – 2. června 1986, Kolín nad Rýnem, Německá spolková republika) byl německým stíhacím esem Luftwaffe za druhé světové války, během níž se mu podařilo dosáhnout 103 potvrzených sestřelů nepřátelských letadel. Během války odlétal na 700 bojových misí, na západní frontě dosáhl 8 sestřelů, na východní frontě 83 a během bojů v severní Africe dosáhl 12 vítězných sestřelů. Grasser, který mezi lety 1936-1945 působil v jednotkách JGr 152, ZG 52, ZG 2, JG 51, JG 11 a JG 210, byl za své úspěchy vyznamenán Rytířským křížem s dubovými ratolestmi. Dosáhl hodnosti nadporučíka (německy: Oberleutnant).

## Vyznamenání
- Rytířský kříž Železného kříže (04.09.1941)
- Německý kříž , ve zlatě (19.09.1942)
- Rytířský kříž Železného kříže, s dubovou ratolesti, 288. držitel (31.08.1943)
- Železný kříž, I. třída
- Železný kříž, II. třída